# Véménd, Baranya
Véménd (în germană Wemend) este un sat în districtul Mohács, județul Baranya, Ungaria, având o populație de 1.494 de locuitori (2011).

## Demografie
Componența etnică a satului Véménd
     Maghiari (64,33%)
     Germani (22,15%)
     Romi (13,16%)
     Necunoscut (0,16%)
     Croați (0,21%)
     Alții (0,16%)
Componența confesională a satului Véménd
     Romano-catolici (70,21%)
     Reformați (4,95%)
     Fără religie (2,34%)
     Necunoscută (21,82%)
     Alte religii (1,81%)
Conform recensământului din 2011, satul Véménd avea 1.494 de locuitori. Din punct de vedere etnic, majoritatea locuitorilor (64,33%) erau maghiari, existând și minorități de germani (22,15%) și romi (13,16%). Apartenența etnică nu este cunoscută în cazul a 0,16% din locuitori.  Din punct de vedere confesional, majoritatea locuitorilor (70,21%) erau romano-catolici, existând și minorități de reformați (4,95%) și persoane fără religie (2,34%). Pentru 21,82% din locuitori nu este cunoscută apartenența confesională.